# Ishtixon (Bezirk)
Der Bezirk Ishtixon ist ein Bezirk in der usbekischen Viloyat Samarqand. Die Hauptstadt ist die Stadt Ishtixon. Der Bezirk ist 720 km2 groß und hat 258.200 Einwohner (Schätzung 2021).

## Gliederung
Der Bezirk ist in 9 Landgemeinden, eine Stadt (Ishtixon) und 12 Siedlungen städtischen Typs untergliedert. Die 12 Siedlungen städtischen Typs sind:
- Mitan
- Azamat
- Damariq
- Bahrin
- Qirqyigit
- Odil
- Sugʻot
- Xalqobod
- Shayxislom
- Sheyxlar
- Yangikent
- Yangirabot

die 9 Landgemeinden sind:
- Azamat
- Zarmat
- Qurli
- Chordara
- Ravot
- Oʻrtaqishloq
- Haqiqat
- Halqabod
- Fayziobod